# Classe New Mexico
La classe New Mexico fu una classe di navi da battaglia della United States Navy, composta da tre unità entrate in servizio tra il 1917 e il 1919. La classe era fondamentalmente una riproposizione delle precedenti dreadnought della classe Pennsylvania, ma con l'aggiunta di una serie di migliorie in particolare sotto il profilo della tenuta del mare.
Non impiegate nella prima guerra mondiale, le unità trascorsero la maggior parte del periodo interbellico in forza alla United States Pacific Fleet. Dopo lo scoppio della seconda guerra mondiale nel 1939, le unità furono spostate in Atlantico per operare durante il periodo di tensione militare tra gli Stati Uniti e la Germania nazista, ma a seguito dell'attacco di Pearl Harbor del 7 dicembre 1941 e della conseguente entrata in guerra furono rapidamente inviate a operare nell'oceano Pacifico contro l'Impero giapponese.
Le New Mexico furono intensamente impegnate negli scontri del fronte del Pacifico, supportando le grandi operazioni anfibie statunitensi durante la campagna delle isole Aleutine, la campagna delle isole Gilbert e Marshall, la campagna delle isole Marianne e Palau e la campagna delle Filippine; le unità conclusero il conflitto partecipando agli sbarchi della battaglia di Iwo Jima e della battaglia di Okinawa, nel corso dei quali furono più volte danneggiate in attacchi di kamikaze. La New Mexico e la Idaho furono radiate dal servizio subito dopo la guerra e avviate alla demolizione, mentre la Mississippi fu conservata come nave scuola per artiglieri venendo dismessa e demolita solo nel 1956.

## Il progetto

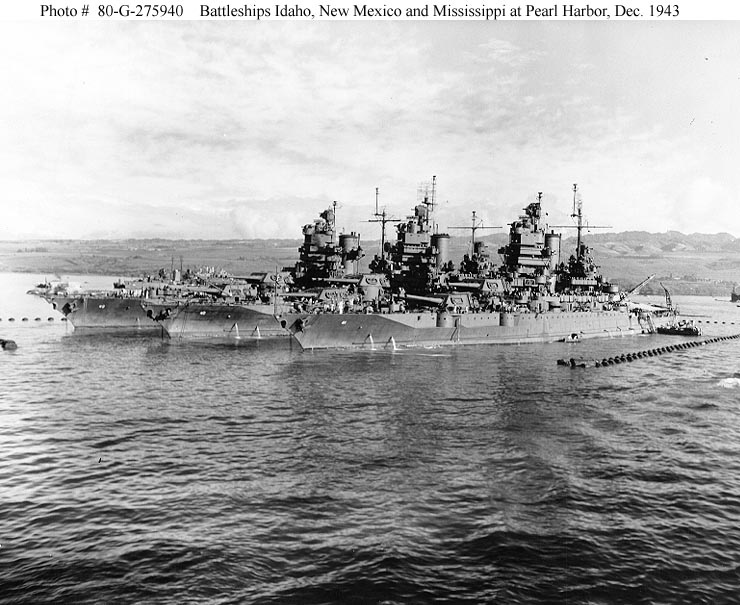
Le tre New Mexico ancorate l'una accanto all'altra a Pearl Harbor nel 1943

All'inizio degli anni 1910, la US Navy iniziò a sperimentare l'adozione di cannoni navali in calibro 406 mm (16 pollici per gli statunitensi), dopo che altre marine militari erano passate all'adozione di pezzi in calibro 380 mm (15 pollici); mentre lo sviluppo dei nuovi pezzi progrediva, la Marina statunitense iniziò a valutare una serie di proposte per navi armate con il 406 mm. Il primo progetto prevedeva un'unità dotata di dieci cannoni da 406 mm suddivisi in cinque torri binate, comprensiva anche di una corazzatura potenziata rispetto ai modelli di nave da battaglia precedenti e di una batteria di artiglieria secondaria basata su cannoni da 152 mm (6 pollici) invece che da 127 mm (5 pollici) come nelle precedenti corazzate; venne proposta anche l'idea di una nave più piccola, armata con otto pezzi da 406 mm, come pure il progetto per un'unità più convenzionale dotata dei pezzi standard da 356 mm (14 pollici) come nelle più recenti navi da battaglia statunitensi all'epoca in costruzione. Più la progettazione delle nuove unità progrediva, più ci si rese conto che il costo dei singoli vascelli andava aumentando: se un'unità armata con il 356 mm poteva arrivare a costare 12 milioni di dollari, la stima per la nave da battaglia dotata di otto pezzi da 406 mm arrivava a 16,5 milioni di dollari e quella per la corazzata da dieci pezzi da 406 mm a 19 milioni di dollari.
Anche prima che le prove del nuovo cannone da 406 mm si fossero concluse, il contrammiraglio Joseph Strauss, all'epoca responsabile del Bureau of Ordnance (BuOrd, l'ente della US Navy responsabile dell'approvvigionamento degli armamenti), concluse in un rapporto del 1913 che non valeva più la pena di proseguire nello sviluppo del pezzo: Strauss sostenne che, alla distanza di ingaggio che si riteneva si sarebbe sviluppata nelle battaglie dell'epoca, il cannone da 356 mm era più che capace di perforare la corazzatura delle navi da battaglia, e che una nave armata con dieci cannoni da 356 mm avrebbe avuto maggiori possibilità di colpire il nemico di una armata con otto cannoni da 406 mm. Il General Board of the United States Navy, massimo organo di consulenza tecnica della Marina, si disse d'accordo con le conclusioni di Strauss, e dispose che i progettisti del Bureau of Construction and Repair, sotto la direzione del capo-ingegnere Richard Watt, si concentrassero sullo sviluppo dell'unità armata con pezzi da 356 mm.

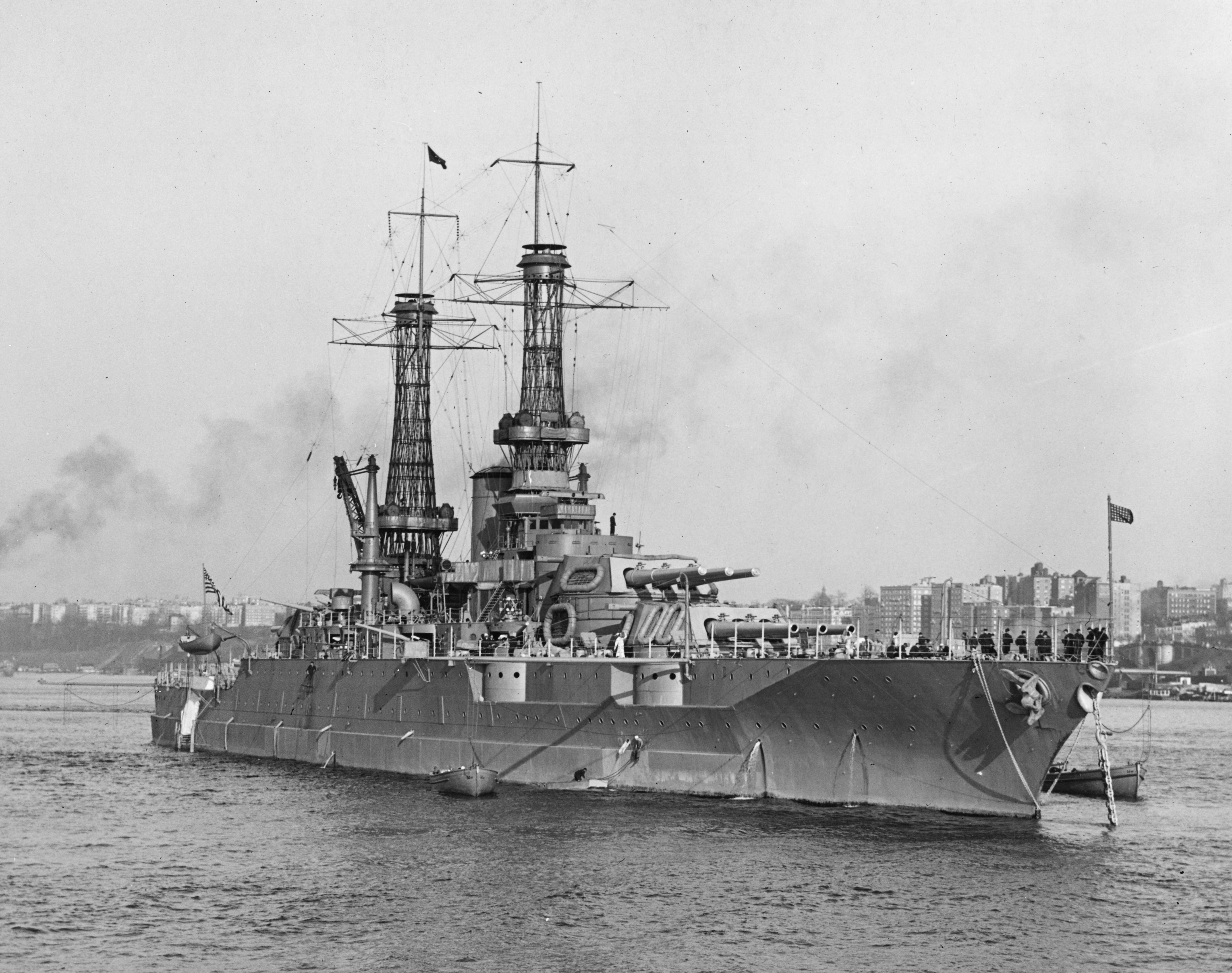
La Mississippi fotografata nel 1918

I progettisti avanzarono, il 21 novembre 1913, due proposte: la prima per un'unità dal dislocamento di 35 500 long ton (36 100 tonnellate), e la seconda per una più piccola unità dal dislocamento di 33 200 long ton (33 700 tonnellate). La prima unità incorporava una batteria secondaria di dodici cannoni da 152 mm, mentre la seconda una di ventuno più piccoli cannoni da 127 mm; la differenza di dislocamento era data anche da riduzioni dello spessore delle barbette dei cannoni e della cintura corazzata intorno allo scafo, come pure da una più ridotta capacità dei serbatoi di carburante. Il General Board si espresse in favore del progetto per l'unità di maggior dislocamento, citando la necessità di una corazzatura più spessa per difendersi dai colpi dei cannoni da 380 mm imbarcati dalle navi da battaglia di altre nazioni, e di pezzi secondari da 152 mm per contrastare l'aumento di capacità in fatto di attacchi veloci con siluri dei cacciatorpediniere più moderni in servizio. Il Segretario alla Marina Josephus Daniels si disse invece contrario e, il 3 gennaio 1914, respinse il progetto per la nave da 35 500 long ton sulla base dei suoi costi economici troppo elevati; al suo posto, il segretario impose alla Marina di sviluppare semplicemente una versione migliorata delle precedenti unità classe Pennsylvania, la prima delle quali era all'epoca in costruzione.

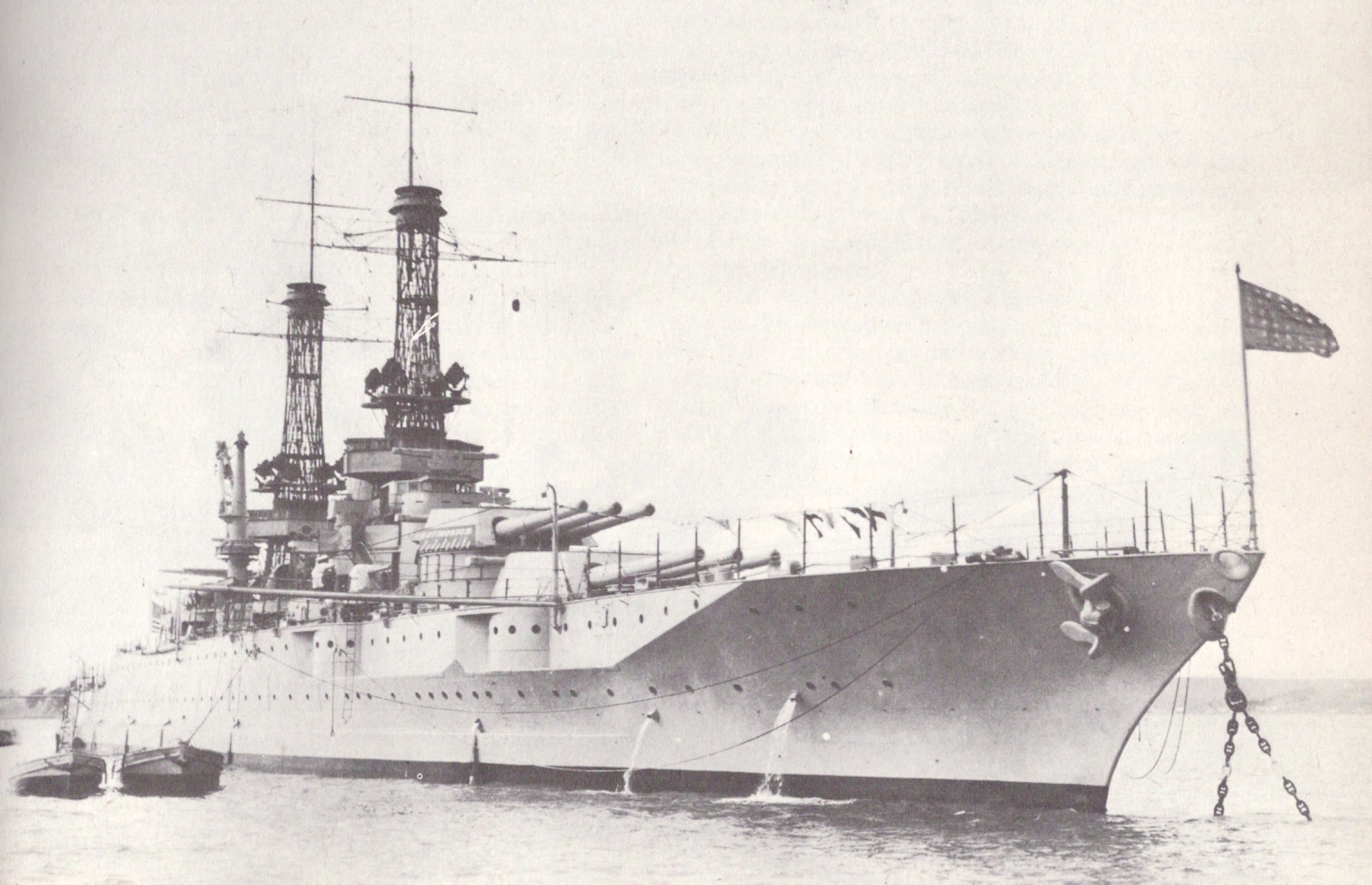
La Idaho fotografata poco dopo la sua entrata in servizio

I lavori sul progetto proseguirono nel corso degli mesi seguenti. I progettisti cercarono di diminuire le infiltrazioni d'acqua dall'alto dello scafo in caso di mare grosso preso di prua, un problema comune con le navi da battaglia precedenti, adottando una prua dal disegno "a clipper". In aggiunta, l'esperienza con le passate corazzate aveva dimostrato che la collocazione dei pezzi secondari in casematte corazzate poste lungo il bordo del cassero non era ottimale, visto che i pezzi venivano spesso messi fuori uso dalle ondate in presenza di mare grosso; si decise quindi di collocare i pezzi secondari più in alto sullo scafo, maggiormente lontani dalle onde del mare. Vari risparmi di peso consentirono di aumentare la robustezza del ponte principale e delle paratie trasversali a ogni estremo della cintura corazzata. Daniels approvò queste modifiche il 2 luglio 1914, mentre il mese seguente il BuOrd propose l'installazione a bordo di una nuova versione del cannone da 356 mm dotata di canna lunga 50 calibri, proposta accolta in settembre: il nuovo pezzo sviluppava una maggiore velocità alla volata, consentendo al proietto di penetrare, rispetto al pezzo da 356 mm standard, 51 mm in più di corazzatura alla distanza di 9 100 metri. A questo punto i lavori sulla progettazione si fermarono, poiché le offerte ai privati per i contratti dovevano essere presentate a partire dal 6 ottobre seguente.
Nonostante l'apertura della fase di presentazione delle offerte, una grossa modifica venne aggiunta al progetto. All'epoca, il sistema di prolusione standard per le navi da battaglia si basava su turbine a vapore per far girare gli alberi dell'elica, sebbene il primo apparato operasse in modo più efficiente ad alta velocità mentre il secondo generava una spinta più efficace a velocità relativamente basse. Una soluzione al problema fu l'adozione di trasmissioni turbo-elettriche, con le turbine a vapore che producevano energia per alimentare dei motori elettrici i quali, a loro volta, azionavano direttamente gli alberi delle eliche. Gli organi tecnici della Marina raccomandarono l'adozione del nuovo sistema il 17 ottobre, sottolineando che questo aveva molti vantaggi rispetto ai tradizionali sistemi a trasmissione diretta, tra cui un maggiore risparmio di carburante e macchinari più leggeri e più piccoli, con conseguente accorciamento della cittadella corazzata che proteggeva le parti vitali delle navi; inoltre, poiché le turbine avevano bisogno di girare solo in una direzione, potevano essere utilizzati macchinari più semplici senza retromarcia. Il segretario Daniels si convinse, e il 10 novembre autorizzò il cambio di progetto per la prima unità della nuova classe; visto che il sistema a trasmissioni turbo-elettriche era ancora sperimentale, le altre unità della classe avrebbero invece ricevuto sistemi standard a trasmissione diretta.
Il Congresso degli Stati Uniti approvò la costruzione di due unità, le future New Mexico e Mississippi; la vendita alla Grecia, alla metà del 1914, delle due vecchie pre-dreadnought della classe Mississippi consentì tuttavia di disporre di fondi a sufficienza per finanziare una terza nuova nave da battaglia, la futura Idaho.

## Caratteristiche

### Scafo e propulsione

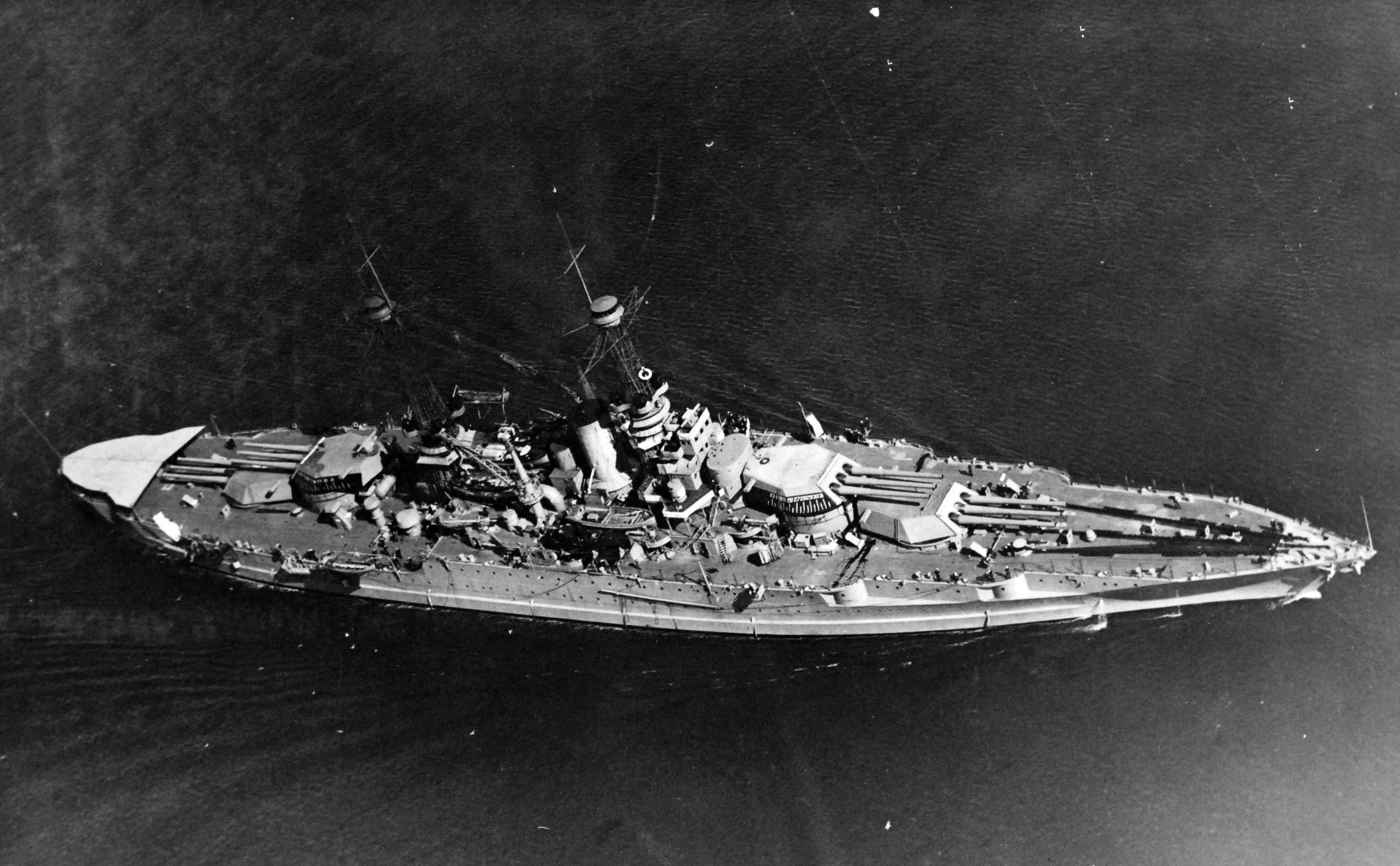
Veduta dall'alto della New Mexico nel 1920

Le unità della classe New Mexico erano parte della serie delle standard-type battleship, iniziata con la classe Nevada impostata nel 1912: si trattava di unità da battaglia piuttosto simili tra loro nelle caratteristiche di base come velocità, corazzatura e armamento, e accomunate dall'uso come propellente dell'olio combustibile al posto del carbone come nelle navi precedenti; l'uniformità delle caratteristiche consentiva di avere una flotta da battaglia omogenea con una conseguente maggiore facilità di comando e controllo. Le New Mexico avevano una lunghezza alla linea di galleggiamento di 180 metri e una lunghezza fuori tutto di 190 metri; la larghezza massima era d 29,7 metri e il pescaggio di 9,1 metri. Il dislocamento standard era di 32 154 tonnellate (32 000 long ton), cifra che saliva a 33 530 tonnellate (33 000 long ton) con la nave a pieno carico di combattimento. I loro scafi erano caratterizzati da un lungo castello di prua che scendeva al livello del ponte principale all'altezza dell'albero maestro; alla costruzione, le navi erano dotate di due alberi a gabbia con piattaforme di avvistamento per le direzioni di tiro della batteria principale.
L'equipaggio delle New Mexico ammontava inizialmente a 58 ufficiali e 1 026 sottufficiali e marinai, ma nel corso della carriera la ciurma delle unità aumentò notevolmente a mano a mano che nuovi apparati venivano aggiunti: dopo le modernizzazioni dei primi anni 1930 l'equipaggio era salito a 82 ufficiali e 1 371 sottufficiali e marinai, mentre nel 1945, per effetto delle modifiche effettuate nel periodo bellico, la ciurma era salita a 129 ufficiali e 1 850 altri ranghi.

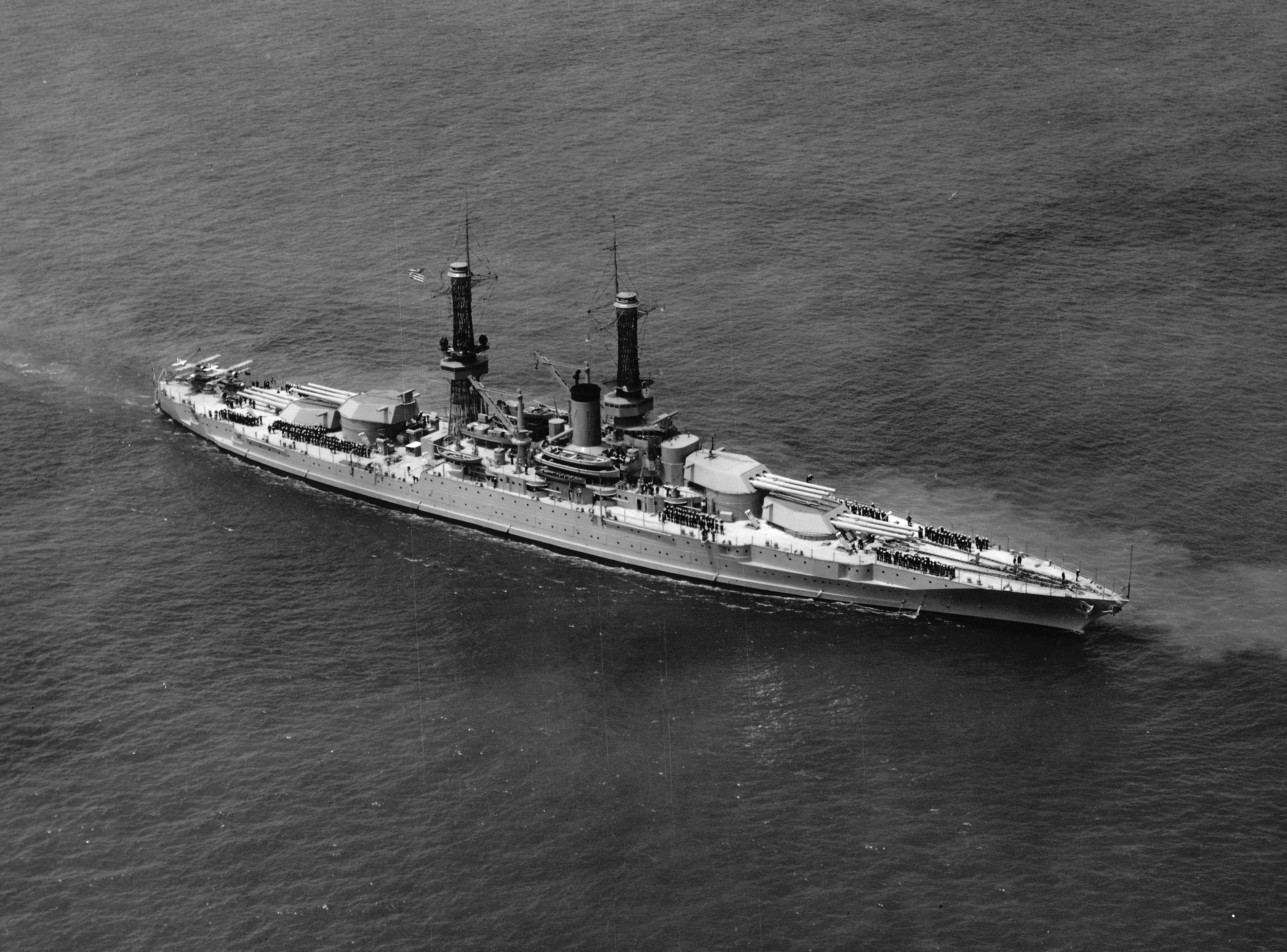
La Idaho fotografata dall'alto nel 1927

Tutte e tre le unità erano propulse da quattro turbine tipo Curtin, con il vapore garantito da nove caldaie a olio combustibile della Babcock & Wilcox. Come detto, le turbine della New Mexico generavano l'energia per alimentare i motori elettrici che azionavano poi gli alberi delle eliche, per una potenza complessiva di 27 500 shp (20 500 kW); le altre due unità, dotate di un sistema più convenzionale, sviluppavano una potenza massima di 32 000 shp (24 000 kW). Tutte e tre le unità erano accreditate di una velocità massima di 21 nodi (39 km/h); sebbene la trasmissione turbo-elettrica si dimostrasse efficace e fosse di conseguenza replicato nelle successive unità classe Tennessee, la US Navy decise infine che il sistema era troppo pesante e ingombrante ed esso fu pertanto abbandonato.
Le navi potevano imbarcare fino a 1 491 tonnellate di carburante nei serbatoi principali, ma sfruttando altri spazi nello scafo la capacità massima poteva essere incrementata fino a 2 200 tonnellate, il che garantiva un'autonomia di 8 000 miglia nutiche alla velocità di crociera di 10 nodi (15 000 km a 19 km/h). Con l'aumentare della velocità l'autonomia calava nettamente: a 12 nodi (22 km/h) essa scendeva a 6 400 miglia (11 900 km), e a 20 nodi (37 km/h) essa crollava a 2 414 miglia (4 471 km).

### Armamento

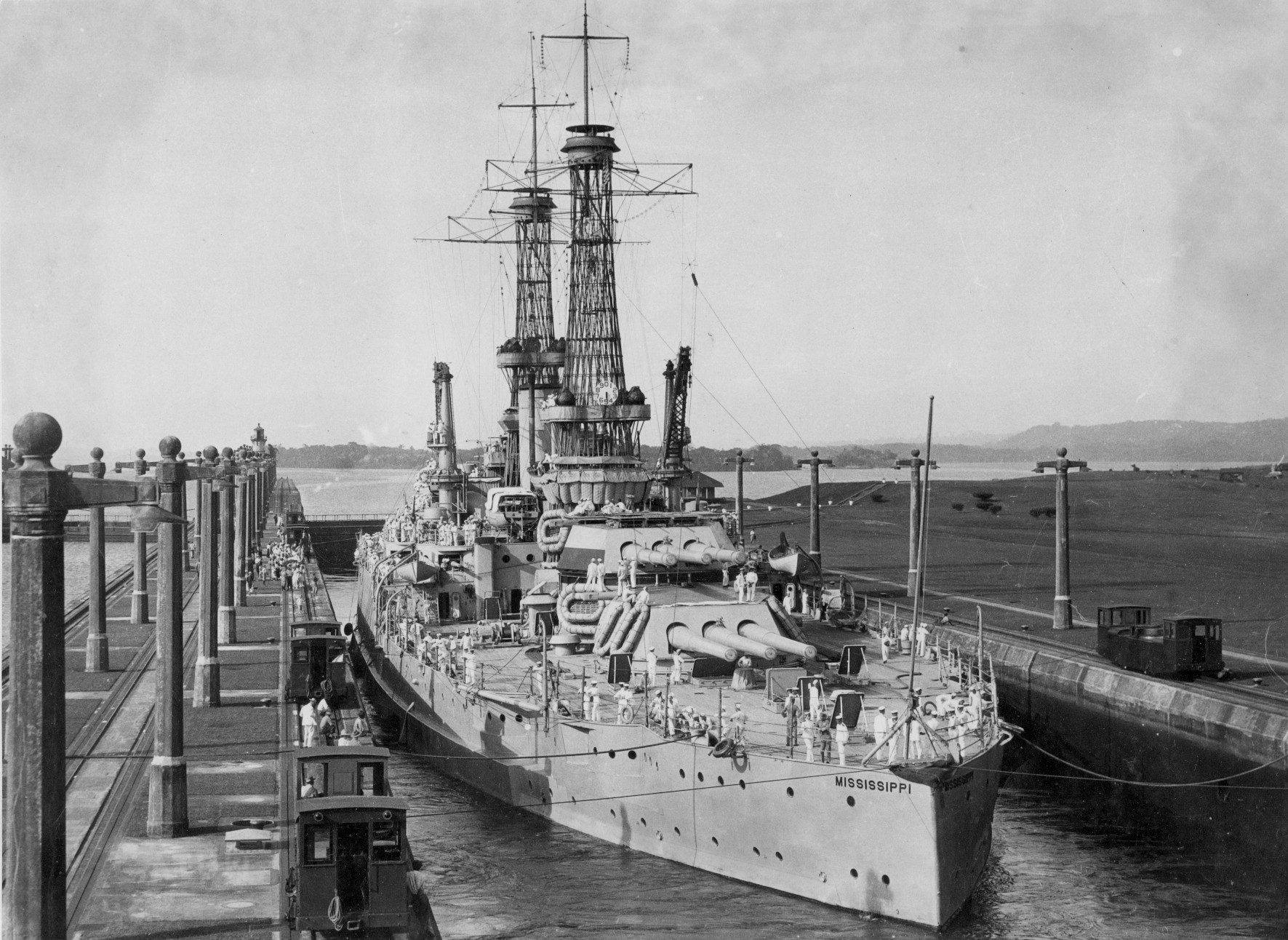
La Mississippi attraversa il canale di Panama in una foto degli anni 1920

La batteria di artiglieria principale delle New Mexico allineava dodici cannoni da 356 mm Mark IV con canna lunga 50 calibri, distribuiti tra quattro torrette triple disposte lungo l'asse dello scafo, due sovrapposte a prua e due sovrapposte a poppa della sovrastruttura centrale. A dispetto che nelle precedenti navi da battaglia statunitensi dotate di torri trinate, nelle torri delle New Mexico i pezzi erano indipendenti gli uni dagli altri nell'elevazione e dotati di culle singole. I pezzi sparavano proietti da 640 kg con una carica di lancio dal peso di 210 kg, a una velocità alla volata di 850 m/s. All'inizio della loro carriera le New Mexico e le successive classe Tennessee sperimentarono nelle prove di tiro una notevole dispersione delle salve; dopo estese prove, alla fine si scoprì che ciò era causato dalle camere di scoppio troppo lunghe, che consentivano uno spazio tra il proietto e le cariche di lancio: il problema venne poi corretto nei cannoni Mark VII. I pezzi delle New Mexico avevano una riserva di 100 colpi a testa, ed erano capaci di un rateo di fuoco di circa una salva al minuto.
La batteria di artiglieria secondaria schierava quattordici cannoni da 127 mm con canna lunga 51 calibri, distribuiti singolarmente in casematte raggruppate al centro della sovrastruttura. Inizialmente la dotazione doveva comprendere ventidue pezzi da 127 mm, ma l'esperienza concreta delle forze da battaglia statunitensi impegnate nel teatro del mare del Nord della prima guerra mondiale dimostrò che i pezzi addizionali, i quali avrebbero dovuto essere posizionati in casematte lungo il bordo dello scafo, sarebbero stati inutilizzabili in qualsiasi condizione diversa dal mare calmo; come risultato, le casematte già predisposte sullo scafo delle New Mexico furono sigillate per prevenire allagamenti. Furono quindi conservati solo i pezzi installati sulla sovrastruttura, di cui dieci collocati sul ponte di castello e quattro in impianti aperti sul ponte coperto. Ogni postazione aveva una riservetta di ventiquattro colpi pronti all'uso, con ulteriori proiettili ospitati nei magazzini sottostanti. I pezzi erano del modello Mark VIII, dotati di una velocità alla volata di 960 m/s e di un proietto dal peso di 23 kg.

La Idaho procede con le torri dei pezzi da 356 mm brandeggiate verso dritta; alle sue spalle la nave da battaglia

La batteria secondari era poi integrata da quattro cannoni da 76 mm con canna lunga 50 calibri, in impianti scoperti dotati di angoli di elevazione elevati in modo da impiegarli come armi antiaeree; i pezzi sparavano proietti da 5,9 kg alla velocità alla volata di 820 m/s.
Cosa tipica nelle navi da battaglia dell'epoca, le New Mexico erano dotate anche di un armamento silurante, composto da due tubi lanciasiluri da 533 mm montati singolarmente in impianti posti sotto la linea di galleggiamento sulle fiancate della nave. Ogni tubi aveva una scorta di sei siluri, dei modelli "Bliss-Leavitt" Mark VII dotati di testata esplosiva da 146 kg e capaci di una gittata di 11 400 metri alla velocità di 27 nodi (50 km/h).

### Protezione
Come le navi da battaglia statunitensi contemporanee, le New Mexico adottavano il sistema di protezione detto "tutto o niente" in base al quale la blindatura era concentrata a protezione delle sole aree vitali della nave, formando una cittadella corazzata al centro dotata di una sufficiente riserva di galleggiabilità per tenere l'unità a galla anche qualora i locali non protetti dalla corazza fossero stati allagati. La cintura corazzata aveva uno spessore variabile tra i 203 e i 343 mm, con l'armatura più spessa posta in corrispondenza dei depositi delle munizioni e dei locali macchine; le paratie trasversali che coprivano entrambe le estremità della cintura erano dello stesso spessore. Le navi erano poi dotate due distinti ponti corazzati: il primo, composto da due strati di acciaio a trattamento speciale, era spesso 44 mm che salivano a 114 in corrispondenza del locale del timone a poppa; il secondo, più in basso, era sempre di due strati di acciaio speciale e raggiungeva uno spessore di 25 mm.
Le torri dei cannoni da 356 mm avevano una blindatura spessa 457 mm sul fronte, 254 mm sui lati, 229 mm sul retro e 120 mm sul tetto; le torrette poggiavano su barbette corazzate spesse 330 mm nella parte superiore, protezione che scendeva a 114 mm nella parte inferiore dove le barbette affondavano nel ponte corazzato. La torre di comando aveva una blindatura spessa 292 mm sui fianchi e 102 mm sul tetto.

### Modifiche successive

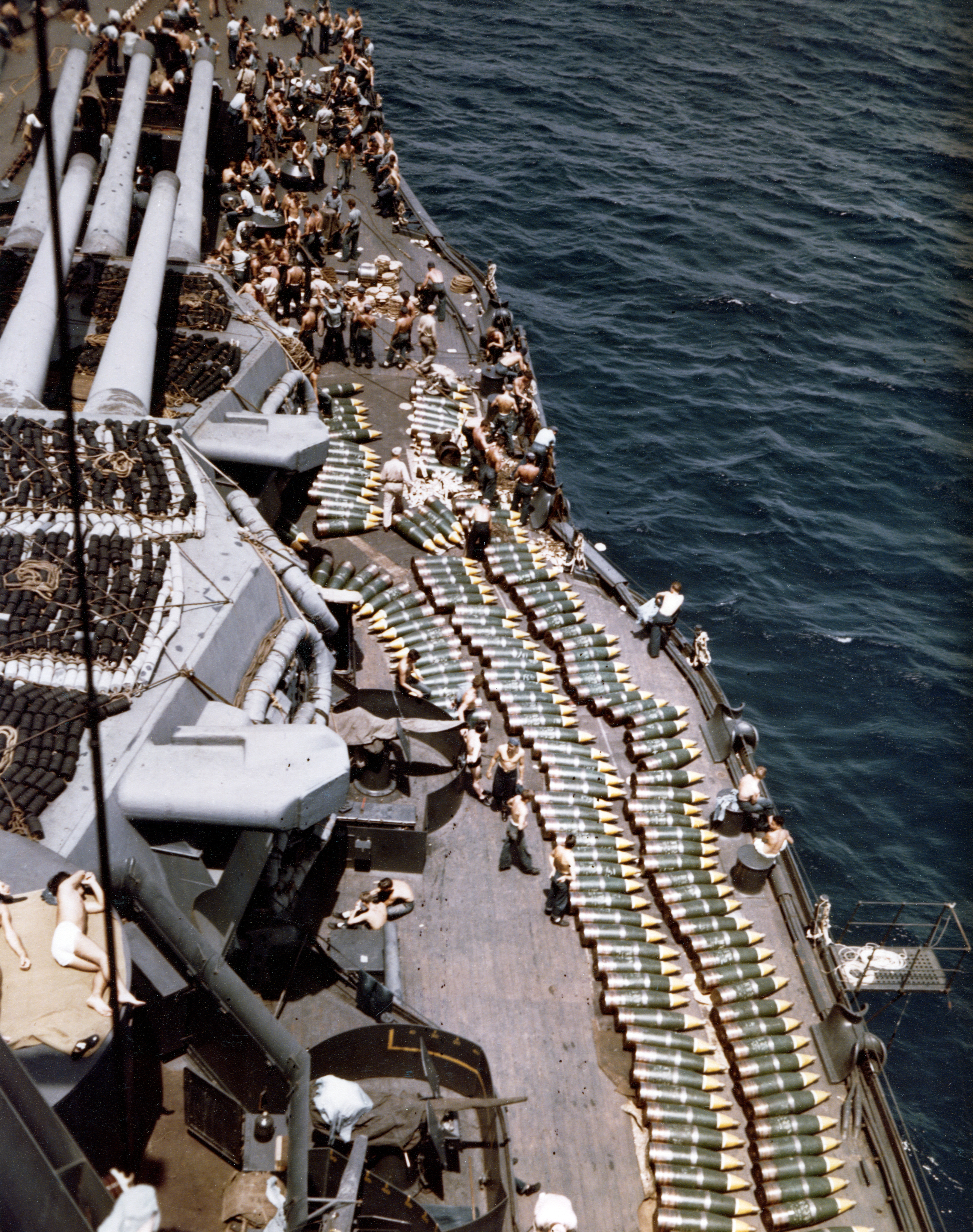
File di proiettili da 356 mm ammassati sul ponte della New Mexico durante un rifornimento di munizioni nel 1944

Le New Mexico ricevettero una serie di modifiche rispetto al progetto già durante la costruzione, tra cui la già menzionata riduzione dell'artiglieria secondaria autorizzata il 7 febbraio 1918 quando la New Mexico era già stata completata con i progettati ventidue pezzi da 127 mm; le altre due unità ancora in costruzione non avevano i pezzi ma solo le casematte destinate a ospitarli, le quali furono quindi sigillate. La torre di comando fu modificata con un nuovo arrangiamento della disposizione dei ponti interni, poi divenuta standard nelle navi da battaglia statunitensi: consisteva in un ponte di navigazione completamente chiuso sul lato anteriore della torre, con un grande locale nautico situato dietro il ponte; in cima alla struttura era collocata una stazione di difesa siluri chiusa. Dal 1921 la US Navy iniziò a dotare le sue navi da battaglia di catapulte per il lancio di idrovolanti da ricognizione: le New Mexico ricevettero una catapulta Mark II per il lancio di un idrovolante, inizialmente un Hanriot HD.2 o un Vought FU rimpiazzati poi negli anni 1930 da un Vought O2U Corsair sostituito a sua volta da un Curtiss SOC Seagull nel 1938 e infine, nell'agosto 1940, da un Vought OS2U Kingfisher.
Le tre unità della classe subirono estese modifiche negli anni 1930. Le unità ricevettero ulteriori 51 mm di blindatura per il loro ponte corazzato principale, fu aggiunta una seconda paratia anti-siluro esternamente a quella già presente nello scafo nonché una controcarena anti-siluro per aumentare la protezione da attacchi subacquei. Entrambi gli alberi a traliccio originari furono rimossi: un pesante ponte a torre fu costruito al posto dell'albero di prua e uno più leggero fu eretto al posto dell'albero principale. La Idaho fu attrezzata come nave ammiraglia, il che comportò l'aggiunta di un ponte ulteriore per ospitare l'ammiraglio e il suo stato maggiore. L'armamento subì varie modifiche: le torri dei cannoni da 356 mm furono modificate per poter dare ai pezzi un alzo maggiore, incrementandone la gittata; due dei pezzi secondari da 127 mm furono rimossi, ma furono aggiunti invece otto cannoni da 127 mm con canna da 25 calibri in funzione di armi antiaeree. Le varie modifiche fecero incrementare il dislocamento standard a 33 960 tonnellate e quello a pieno carico a 36 737 tonnellate. Il sistema propulsivo fu potenziato, sostituendo le macchine originarie con quattro nuove turbine a vapore della Westinghouse Electric alimentate da sei caldaie di nuovo tipo; a dispetto dell'aumento di dislocamento, le nuove macchine garantirono un incremento della velocità massima a 22 nodi (41 km/h) per una potenza di 40 000 shp (30 000 kW).

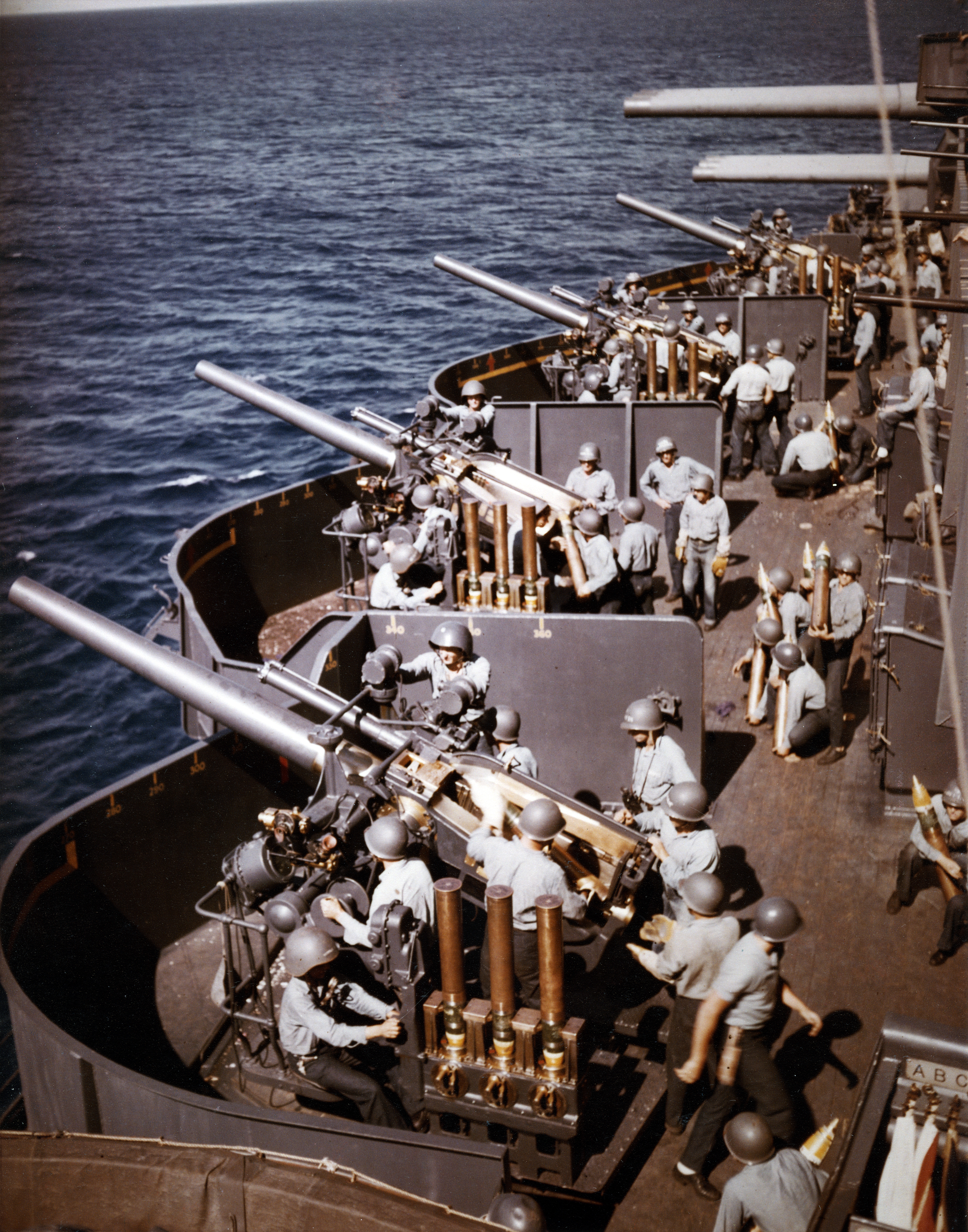
Una fila di cannoni antiaerei da 127/25 mm sul ponte della New Mexico fotografati nel 1944

Subito dopo l'attacco di Pearl Harbor del 7 dicembre 1941 (a cui le New Mexico scamparono perché schierate in Atlantico), le navi furono dotate di un più potente armamento antiaereo, ricevendo una batteria di pezzi a tiro rapido da 28 mm e un nuovo sistema di controllo del tiro a guida radar; si pensò di rimuovere la torre di comando con la sua pesante blindatura per compensare l'incremento del peso complessivo dato dal nuovo equipaggiamento, ma il lavoro non poté essere portato a termine nel previsto periodo di revisione di otto settimane, quindi le navi mantennero le loro torri originali a differenza di molte delle altre navi da guerra più vecchie. Viste le perdite accusate a Pearl Harbor non si ritenne possibile ritirare le New Mexico dal servizio per il tempo necessario a portare a termine una ricostruzione completa, e quindi le unità furono dotate di più modifiche successive durante il tardo 1942 e nel corso del 1943: nell'ottobre 1942, ad esempio, furono rimossi quattro dei pezzi da 127/51 mm con le loro direzioni di tiro, al fine di liberare spazio per l'installazione di una coppia di impianti quadrupli di cannoni antiaerei Bofors 40 mm; gli impianti scudati dei pezzi da 28 mm furono modificati per ospitare altri pezzi Bofors 40 mm, anche se i 28 mm rimasero in uso fino al 1943. Furono poi aggiunte sei mitragliere antiaeree da 20 mm Oerlikon.
Mentre le sue gemelle subivano solo queste modifiche minori, durante la revisione dell'ottobre 1942 la Idaho ricevette una modernizzazione più estesa: fu aggiunta una nuova batteria antiaerea di dieci impianti quadrupli di pezzi Bofors 40 mm e quarantatré mitragliere da 20 mm Oerlikon, sebbene queste ultime furono aggiunte per gradi e non tutte insieme. Le direzioni di tiro radar Mark 3 furono rimpiazzate, nel 1944, da più moderni impianti Mark 28 per New Mexico e Mississippi e Mark 8 per la Idaho; più avanti quello stesso anno, le navi furono dotate anche di radar Mark 27 per il controllo del tiro.

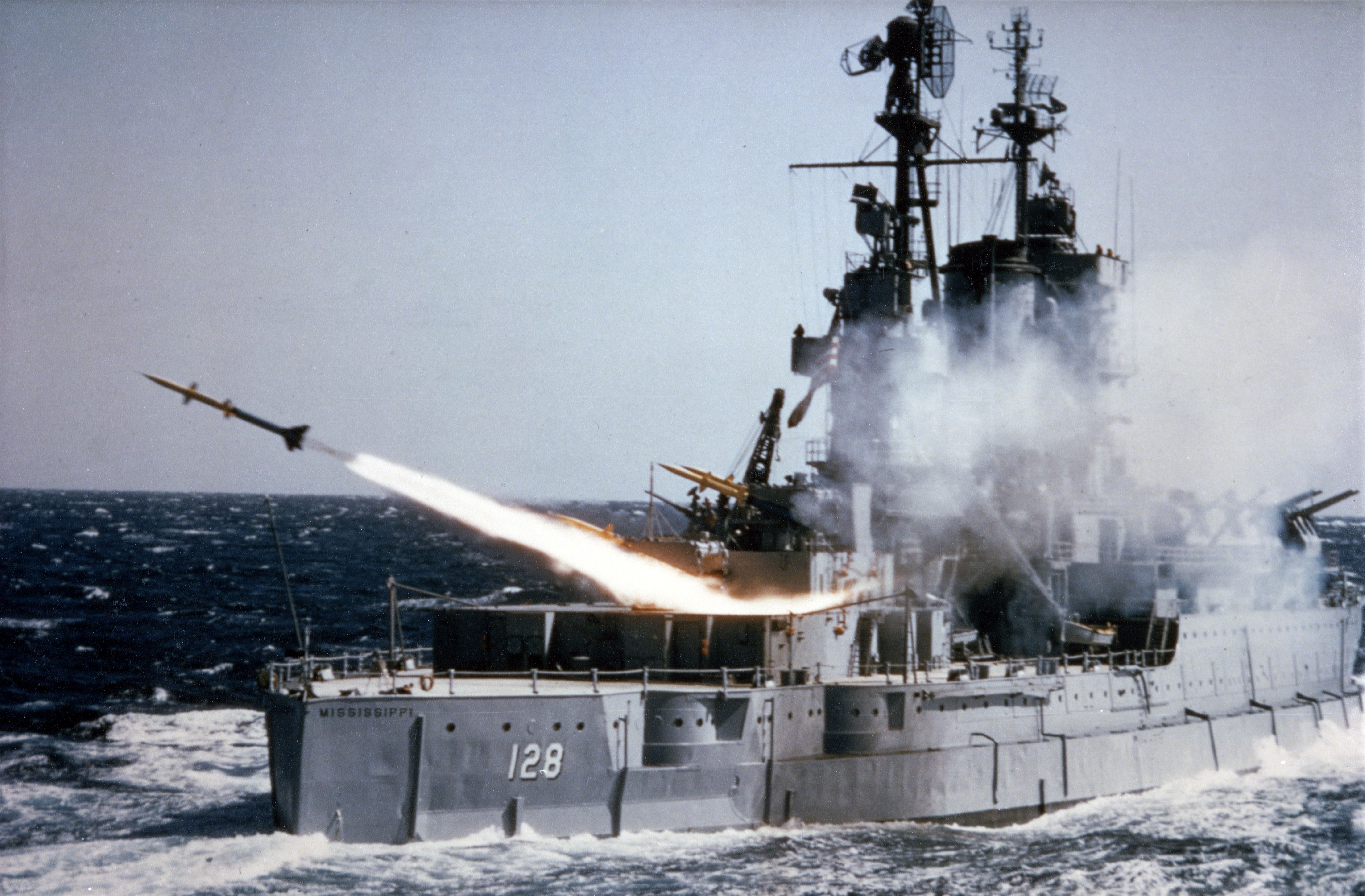
Il lancio di un missile Terrier dalla piattaforma posteriore della Mississippi in una foto dei primi anni 1950

Tra l'ottobre 1944 e il gennaio 1945 la Idaho ricevette ulteriori importanti modifiche, tra cui l'installazione di dieci cannoni da 127/38 mm in impianti singoli a doppio scopo antinave-antiaereo al posto dei vecchi pezzi da 127/25 mm antiaerei; furono inoltre aggiunti nuovi radar Mark 8 per il controllo del tiro della batteria di artiglieria principale. All'inizio del 1945, mentre era in cantiere per riparare danni patiti in combattimento, la Mississippi vide sostituita tutta la sua batteria secondaria: i cannoni da 127/51 mm furono rimossi e furono aggiunti ulteriori otto cannoni da 127/25 mm antiaerei unitamente a tredici impianti quadrupli da 40 mm e quaranta mitragliere da 20 mm; per compensare l'aumento di peso dato dal nuovo armamento, il torrione di comando blindato venne rimosso.
Nel 1946 la Mississippi venne convertita in nave scuola per artiglieri: la torre numero 1 di pezzi da 356 mm fu sostituita da una torretta binata per pezzi da 152/47 mm a impiego duale, lo stesso tipo montato dagli incrociatori antiaerei classe Worcester; le torri da 356 mm numero 2 e 3 furono rimosse e al loro posto vennero aggiunti tre impianti binati di pezzi da 127/38 mm, due pezzi singoli da 127/54 mm (l'armamento antiaereo delle nuove portaerei classe Midway), due impianti binati di cannoni da 76/50 mm e due impianti quadrupli di cannoni da 40 mm Bofors. Nel 1952 anche l'ultima torre da 356 mm fu rimossa dalla Mississippi per imbarcare al suo posto due rampe di lancio per i nuovi missili RIM-2 Terrier, impiegate anche nel 1956 per i test del missile a guida radar AUM-N-2 Petrel.

## Unità
| Nome        | Costruttore                       | Impostazione    | Varo            | Entrata in servizio | Destino finale                                                       |
| ----------- | --------------------------------- | --------------- | --------------- | ------------------- | -------------------------------------------------------------------- |
| New Mexico  | Brooklyn Navy Yard                | 14 ottobre 1915 | 13 aprile 1917  | 20 maggio 1918      | Radiata dal servizio il 25 febbraio 1947 e avviata alla demolizione  |
| Mississippi | Newport News Shipbuilding         | 5 aprile 1915   | 25 gennaio 1917 | 18 dicembre 1917    | Radiata dal servizio il 17 settembre 1956 e avviata alla demolizione |
| Idaho       | New York Shipbuilding Corporation | 20 gennaio 1915 | 30 giugno 1917  | 24 marzo 1919       | Radiata dal servizio il 3 luglio 1946 e avviata alla demolizione     |